# 三善氏
三善氏（みよしし）は、日本の姓氏の1つ。元は渡来人系の一族であるが、実際には百済系の一族と漢族系の一族の2系統が存在する。ただし、後世において2つの系統が結び付けられているものがある。

## 百済系三善氏
『新撰姓氏録』によれば、元は百済の速古大王の末裔で錦部首、後に錦部連を名乗った。延暦年間の桓武天皇後宮に、錦部姉継・同弟姉という女官がいた。同24年（805年）頃にその一族が三善宿禰を授けられた。醍醐天皇の時代に三善清行が大学頭・文章博士を務めて参議まで至り、延喜3年（903年）頃には姓を宿禰から朝臣に改められた。子として文章博士文江や式部少輔文明、僧侶の浄蔵・日蔵が知られるが、文明の子・道統が文章博士になったのを最後に歴史から姿を消す。

## 漢族系三善氏
『類聚符宣抄』によれば、元は漢の東海王の末裔であった波能志（はのし）の子孫で錦部村首、後に錦宿禰を名乗った。貞元2年（977年）頃に三善朝臣の姓が授けられ、その1人であった三善茂明が主税頭兼算博士に就任し、その子孫は代々算博士を継いだ。茂明の孫の三善為長は、越中国出身の門人射水為康を養子に迎えた。三善為康は算道・紀伝道に通じた学者として多くの著作を残している。その子孫である三善長衡以後、代々西園寺家家司を務めた。地下官人の今小路家はその子孫とされる。
また、鎌倉幕府の初代問注所執事となった三善康信もこの一族とされ、子孫として町野氏・太田氏・飯尾氏・布施氏らが挙げられる。彼らは鎌倉幕府引付衆あるいは室町幕府奉行衆として活躍した。

## 備考
三善氏には2つの系統があり、紀伝道を世襲した三善氏と算道を世襲した三善氏は別系統であったのは史料等で明らかであるが、後年後者の子孫は自己の学識の由来を高く見せるために高名な学者・公卿である三善清行と結び付けようとした。清行の次の世代に左大史を務めた錦良助（錦宿禰）を三善氏の旧姓である錦部首を名乗った後に錦宿禰を授けられた清行の子とし、その子錦連行を三善茂明の父として位置づける系図を作成した（『諸家系図纂』所収「南家系図」など）。
だが、錦連行の実在性は確かではなく、実在人物である錦良助と三善清行・三善茂明との血縁関係の有無も不明である（勿論、「三善清行－錦良助－錦連行－三善茂明」という茂明を清行の曾孫とする系譜は事実ではない）。また、三善康信が為康の血縁であることは間違いないと考えられているが、系譜上為康の子・康信の父とされる三善康光（康久）についての詳細は不明で実際に為康と康信がどのような血縁関係にあるのか定かではない。
なお、のちに石見国邑智郡吾江庄（後の吾郷村）から発した吾郷（吾江）氏は三善氏の流れとされる。